# Alenka Gotar

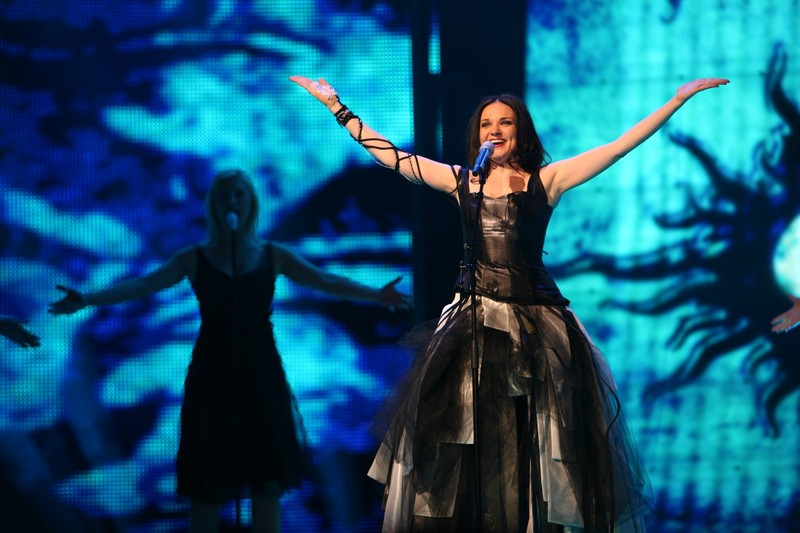
Alenka Gotar, Helsinki, Mei 2007

Alenka Gotar (Rodica (Slovenië), 23 augustus 1977) is een Sloveense operazangeres.
Haar muzikale interesse begon nadat ze piano en gitaar leerde spelen in een plaatselijke muziekschool. Daarna ging ze naar de muziek- en balletschool waar Markos Bajuk haar solo leerde zingen. Nadat ze afstudeerde in 1996 ging ze studeren bij de muziekacademie van Basel in Zwitserland. Drie jaar later ging ze dan naar de Universität für Musik und Darstellende Kunst "Mozarteum" Salzburg en kreeg in 2000 haar diploma. Ze bleef in Salzburg om haar operavaardigheden te ontwikkelen.
In 2007 nam ze deel aan EMA, de Sloveense voorronde voor het Eurovisiesongfestival met het lied ‘’Cvet z juga’’. Alenka won en stoot zo door naar de halve finale van het songfestival in Helsinki. Er rustte de zware taak op haar schouders om beter te presteren dan haar voorgangers, sinds 2002 haalde Slovenië nooit meer goed resultaten. Dat veranderde evenwel dankzij haar, want ze wist door te stoten naar de finale en belandde daar uiteindelijk op de 15de plaats.